# Ливитт (лунный кратер)
Кратер Ливитт (лат. Leavitt) — крупный древний ударный кратер в южном полушарии обратной стороны Луны. Название присвоено в честь американского астронома Генриетты Суон Ливитт (1868—1921) и утверждено Международным астрономическим союзом в 1970 г. Образование кратера относится к нектарскому периоду.

## Описание кратера
Ближайшими соседями кратера являются кратер Гриссом на западе-юго-западе; кратеры Л. Кларк, Чавла, Д. Браун, Маккул на западе-северо-западе; кратер Андерс на северо-западе; кратер Бюффон на северо-востоке и кратер Ридель на юге. На северо-западе от кратера Ливитт располагается огромный кратер Аполлон. Селенографические координаты центра кратера 44°52′ ю. ш. 139°53′ з. д. / 44,86° ю. ш. 139,89° з. д., диаметр 69,3 км, глубина 2,7 км.
Кратер Ливитт имеет циркулярную форму и значительно разрушен. Вал сглажен, наиболее четко выражен в восточной части. Внутренний склон имеет неравномерную ширину, наибольшей ширины достигает в восточной и северной части, отмечен множеством маленьких кратеров, в восточной и западной части склона видны остатки террасовидной структуры. Высота вала над окружающей местностью достигает 1260 м, объем кратера составляет около 3800 км³. Дно чаши ровное в южной части и пересеченное в северной. У подножия восточной части внутреннего склона находится область с высоким альбедо в центре которой расположен маленький кратер. В центре чаши находится массивный центральный пик треугольной формы состоящий из анортозита (A), габбро-норито-троктолитового анортозита с содержанием плагиоклаза 85-90 % (GNTA1) и габбро-норито-троктолитового анортозита с содержанием плагиоклаза 80-85 % (GNTA2)..

## Сателлитные кратеры
| Ливитт | Координаты                                              | Диаметр, км |
| ------ | ------------------------------------------------------- | ----------- |
| Z      | 42°34′ ю. ш. 139°34′ з. д. / 42,57° ю. ш. 139,56° з. д. | 63,6        |

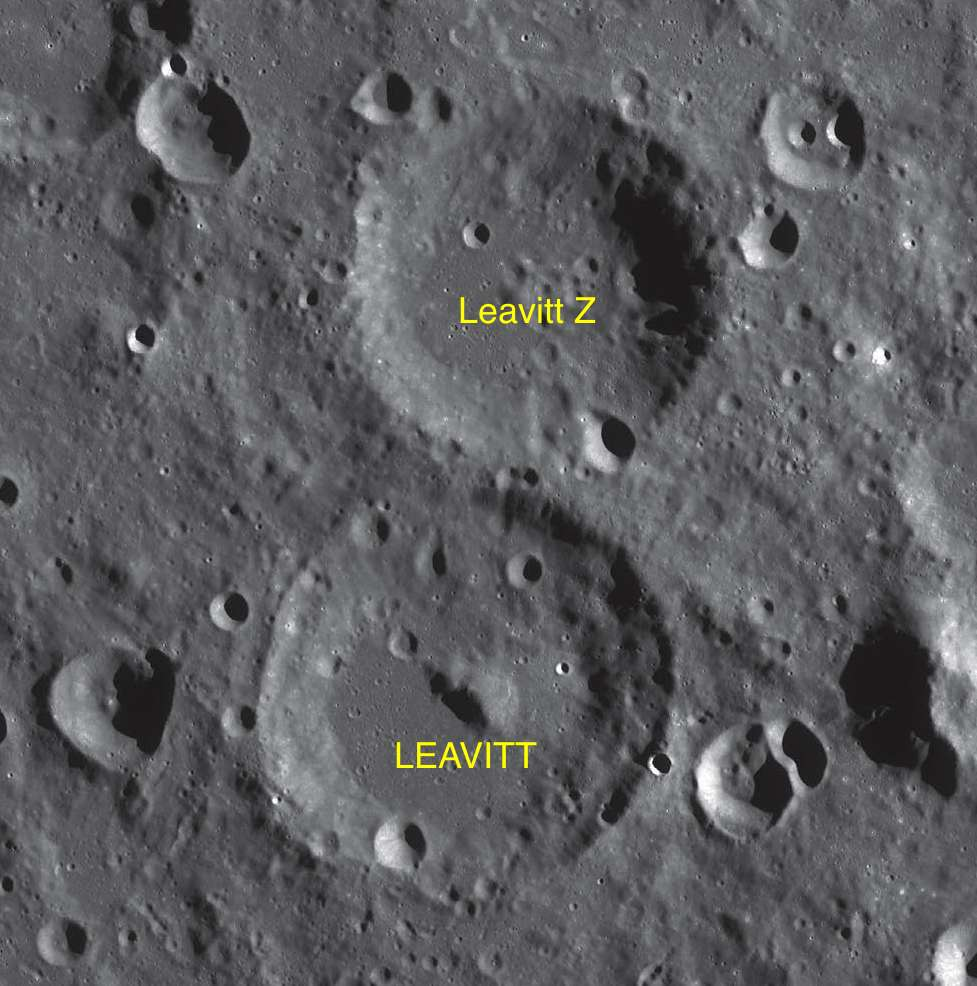
Фрагмент карты LAC-121.

- Образование сателлитного кратера Ливитт Z относится к нектарскому периоду[1].

## См.также
- Список кратеров на Луне
- Лунный кратер
- Морфологический каталог кратеров Луны
- Планетная номенклатура
- Селенография
- Минералогия Луны
- Геология Луны
- Поздняя тяжёлая бомбардировка